# 谷水站
谷水站是洛阳轨道交通1号线的地铁车站，位于中华人民共和国河南省洛阳市涧西区中州西路与丝路大道交叉口南侧，于2021年3月28日开通。

## 车站结构
谷水站位于中州西路与丝路大道交叉口南侧，平行于中州西路南侧设置，呈东西走向，为地下两层岛式站台车站，车站长446.2米，标准段宽22.9米，车站地下一层为站厅层，地下二层为站台层，站台设置全高站台门。车站西侧设有两条存车线，原设计为出入段线，正线预留西延伸条件，后因在红山车辆段附近增设红山站，为避免列车频繁通过岔区，改由正线接入车辆段，不再具备西延伸条件。车站为规划中谷水综合交通枢纽的组成部分。
| 地面              | 出入口 | A、D、E出入口                                                                                         |
| 地下一层          | 站厅   | 客服中心、自动售票机、验票机                                                                          |
| 地下二层          | 站台   | \| \| \| █ 1号线往红山（終點站） \| \| 島式 · 開左邊车门 \| \| \| \| \| \| █ 1号线往杨湾（秦岭路） \| |
|                   |        | █ 1号线往红山（終點站）                                                                               |
| 島式 · 開左邊车门 |        | |
|                   |        | █ 1号线往杨湾（秦岭路）                                                                               |

## 出入口
谷水站目前开放3个出入口，各出口及周围设施如下所示：
| 出口编号            | 照片 | 地点                           | 可到达目的地                       |
| ------------------- | ---- | ------------------------------ | ---------------------------------- |
| A · 出口            |      | 丝路大道（东）                 | 洛阳市东方第二中学(西院)，王祥小学 |
| D · 出口 · （设有） |      | 丝路大道（西），中州西路（南） | 洛阳元华冶金设备有限公司           |
| E · 出口 · （设有） |      | 丝路大道（东），中州西路（南） |                                    |
| 图例： 设有         |      |                                |                                    |

## 接驳交通

### 公交车
- 谷水地铁站：51路，73路

## 历史
本站工程名与正式站名均为谷水站，以车站所处的传统地名命名。
- 2021年3月28日，车站随1号线通车开通[1]。